# Born into Trouble as the Sparks Fly Upward
Born into Trouble as the Sparks Fly Upward es el segundo álbum de la banda canadiense de post-rock The Silver Mt. Zion Memorial Orchestra and Tra-la-la Band. Fue lanzado por Constellation Records en octubre de 2001.
El título está basado en la versión del Rey Jacobo del Libro de Job: "Yet man is born unto trouble, as the sparks fly upwards" (Job 5:7) (en español: "Pero como las chispas se levantan para volar por el aire, así el hombre nace para la desdicha."). Notar el cambio de "unto" a "into" en el título del disco.
Para este álbum la banda se expandió de tres miembros a seis, con un nombre similarmente expandido.

## Lista de canciones
1. "Sisters! Brothers! Small Boats of Fire Are Falling from the Sky!" – 9:07
2. "This Gentle Hearts Like Shot Bird's Fallen" – 5:47
3. "Built Then Burnt (Hurrah! Hurrah!)" – 5:41
4. "Take These Hands and Throw Them in the River" – 6:58
5. "Could've Moved Mountains" – 10:59
6. "Tho You Are Gone I Still Often Walk w/ You" – 4:48
7. "C'mon Come On (Loose an Endless Longing)" – 8:06
8. "The Triumph of Our Tired Eyes" – 6:54

## Intérpretes

### The Silver Mt. Zion Memorial Orchestra and Tra-la-la Band
- Efrim Menuck – piano, guitarra eléctrica, órgano, voces.
- Thierry Amar – contrabajo, bajo.
- Sophie Trudeau – violín, voces.
- Jessica Moss –violín, voces.
- Beckie Foon – chelo
- Ian Ilavsky – guitarra eléctrica, órgano.

### Otros músicos
- Jonah Fortune – trompeta, trombón (en "C'mon Come on (Loose an Endless Longing)")
- Eric Craven – percusión
- Mischa and Sasha – voces

### Técnicos
- Howard Bilerman – productor.
- Harris Newman – masterización